# Jordan Fowler
Jordan Michael Fowler (sinh ngày 1 tháng 10 năm 1984) là một cầu thủ bóng đá người Anh thi đấu ở Football League, ở vị trí tiền vệ.